# Renée DiResta
Renée DiResta, nacida en 1981, es una profesora, escritora y exdirectora de investigación en el Stanford Internet Observatory (SIO). DiResta ha escrito sobre pseudociencia, teorías de conspiración, terrorismo y guerra de información patrocinada por el Estado. También se ha desempeñado como asesora del Congreso de los Estados Unidos en los esfuerzos en curso para prevenir la desinformación en línea y en las redes sociales.

## Educación y carrera profesional
DiResta asistió a la Universidad Stony Brook y en 2004 obtuvo una Licenciatura en Ciencias de la Computación y Ciencias Políticas. DiResta ha declarado que cuando era estudiante universitaria trabajó como pasante para la CIA, pero que su asociación con esa agencia terminó en 2004.
En 2015 DiResta cofundó Vaccinate California, una organización diseñada para promover la vacunación en California. Hasta junio de 2024 DiResta fue gerente de investigación técnica del Observatorio de Internet de Stanford.

### Investigación sobre la desinformación en cuanto a la vacunación
DiResta ha asesorado al Senado del Estado de California acerca de asuntos de desinformación sobre la vacunación. Tras un brote de sarampión en Estados Unidos, DiResta comenzó a investigar la información errónea sobre las vacunas. Junto con el científico de datos, Gilad Lotan, DiResta identificó que en Twitter el 25% de la información antivacunas provenía de solo el 0,6% de los usuarios, en un fenómeno que DiResta describió como similar a la automatización. Este estudio también identificó grupos de personas que activamente crean cuentas falsas y "modelan la opinión pública sobre políticas específicas". Este informe fue utilizado por Vaccinate California y el Senado del Estado de California, para demostrar que la mayoría de los californianos estaban a favor de eliminar las políticas de no vacunación, lo que resultó en la aprobación del Proyecto de Ley 277 del Senado de California.
En 2021 el Proyecto Virality, una organización de la que forma parte DiResta, publicó el informe "Memes, imanes y microchips: dinámica narrativa en torno a las vacunas contra la COVID-19", que asesora a los sitios de redes sociales y a los funcionarios de salud sobre cómo contrarrestar la desinformación sobre la COVID-19 y las vacunas.

### Investigación sobre redes sociales y desinformación
DiResta ha escrito anteriormente que los sitios de redes sociales, como Facebook, Twitter y Reddit, se utilizan como "campos de prueba útiles para malos actores". En concreto, escribió que los gobiernos extranjeros, como el de Rusia, pondrán a prueba memes e historias falsas en Internet para ver qué puede volverse popular e influir en la opinión pública. DiResta lo describió como "la asimetría de la pasión", donde los grupos extremistas intentarán intencionalmente reforzar las narrativas para "dar forma a la realidad" de los espectadores. Esto, según DiResta, puede "filtrarse en los debates de políticas públicas sobre cuestiones como las vacunas, las leyes de zonificación y la fluoración del agua".
Durante su permanencia en el Observatorio de Internet de Stanford, DiResta dirigió investigaciones sobre los esfuerzos de la Agencia de Investigación de Internet de Rusia para manipular la sociedad de los Estados Unidos, y los esfuerzos del GRU (servicio de inteligencia del ejército ruso) para influir en las elecciones presidenciales estadounidenses de 2016. Esto incluyó un informe al Comité Selecto de Inteligencia del Senado de los Estados Unidos (SSCI), que detallaba los medios por los cuales el GRU utilizó las redes sociales para influir en las elecciones y cómo las redes sociales representan un riesgo constante para la política estadounidense. Este informe afirmó además que los algoritmos de Facebook, Twitter y Alphabet fueron manipulados intencionalmente en un esfuerzo de varios años por la Agencia de Investigación de Internet, dirigida por el gobierno ruso, y habían creado con éxito perfiles falsos que difundieron información errónea a, aproximadamente, cientos de miles de estadounidenses. El propósito identificado de este esfuerzo era "profundizar las divisiones políticas".
A partir de 2022 DiResta se convirtió en miembro del Consejo de Medios Sociales Responsables, un proyecto del grupo de presión de reforma de campañas Issue One. Ella ha criticado la participación controladora de Mark Zuckerberg en Meta y la adquisición de Twitter por parte de Elon Musk, pidiendo mayor transparencia y responsabilidad por parte de estos sitios.
DiResta también trabajó en temas de desinformación sobre elecciones, como el tema del supuesto fraude electoral en Estados Unidos, mientras trabajaba en Stanford. El esfuerzo fue un trabajo de investigación de la desinformación y la información errónea sobre las elecciones que se cerró en 2024 como resultado de demandas, citaciones, solicitudes de documentos de políticos de derecha y organizaciones sin fines de lucro, lo que costó millones de dólares defender, incluso cuando fueron reivindicadas por la Corte Suprema de los EE. UU. en junio de 2024, además de sufrir amenazas y acoso en línea, como resultado de la difusión de desinformación acerca de su trabajo.
El 8 de octubre de 2024 se anunció que había sido designada para el puesto de profesora asociada de investigación en la Escuela McCourt de Políticas Públicas de la Universidad de Georgetown.

### Recomendaciones para contrarrestar rumores, desinformación y falsa información en línea
En su libro Invisible Rulers de 2024, DiResta defendió estos cambios para mejorar la calidad del entorno informativo:
1. Cambiar los valores predeterminados en las redes sociales. Actualmente, los algoritmos recompensan la participación que eleva la emoción y el conflicto, pero podrían en cambio recompensar la precisión, la civilidad y otros valores.
2. Más control del usuario para personalizar su experiencia en cada plataforma.
3. Más fricción daría tiempo para verificar los hechos y el contexto antes de que el contenido se vuelva viral.
4. Educación.

El Instituto de Análisis de Propaganda fue un esfuerzo de educación e investigación de 1937 a 1942 que DiResta consideró eficaz y adelantado a su tiempo.

### Apariciones en los medios
DiResta apareció en el docudrama de 2020 The Social Dilemma y es colaboradora de Wired y The Atlantic.

## Libros
- Invisible Rulers: The People Who Turn Lies into Reality (Gobernantes invisibles: La gente que convierte las mentiras en realidad), 2024.[24][25]
- The Hardware Startup: Building your Product, Business, and Brand (La startup de hardware: cómo crear su producto, su negocio y su marca), 2015.[26]